# Arrhyton
Arrhyton es un género de serpientes de la subfamilia Dipsadinae. Sus especies son endémicas de Cuba.

## Especies
Se reconocen las siguientes:
- Arrhyton ainictum Schwartz & Garrido, 1981
- Arrhyton dolichura Werner, 1909
- Arrhyton procerum Hedges & Garrido, 1992
- Arrhyton redimitum (Cope, 1863)
- Arrhyton supernum Hedges & Garrido, 1992
- Arrhyton taeniatum Günther, 1858
- Arrhyton tanyplectum Schwartz & Garrido, 1981
- Arrhyton vittatum (Gundlach, 1861)